# Ravenna (Texas)
Ravenna ist eine Stadt im Fannin County im US-Bundesstaat Texas in den Vereinigten Staaten. Das U.S. Census Bureau hat bei der Volkszählung 2020 eine Einwohnerzahl von 175 ermittelt.

## Geografie
Die Stadt liegt im Nordosten von Texas, an den Farm Roads 274 und 1753, an der Grenze zu Oklahoma und hat eine Gesamtfläche von 3,1 km².

## Demografische Daten
Nach der Volkszählung im Jahr 2000 lebten hier 215 Menschen in 86 Haushalten und 65 Familien. Die Bevölkerungsdichte betrug 68,6 Einwohner pro km². Ethnisch betrachtet setzte sich die Bevölkerung zusammen aus 97,67 % weißer Bevölkerung und 0,93 % aus anderen ethnischen Gruppen. Etwa 1,40 % waren gemischter Abstammung und 1,40 % der Bevölkerung waren spanischer oder lateinamerikanischer Abstammung.
Von den 86 Haushalten hatten 32,6 % Kinder unter 18 Jahre, die im Haushalt lebten. 65,1 % davon waren verheiratete, zusammenlebende Paare. 5,8 % waren allein erziehende Mütter und 24,4 % waren keine Familien. 22,1 % aller Haushalte waren Singlehaushalte und in 15,1 % lebten Menschen, die 65 Jahre oder älter waren. Die Durchschnittshaushaltsgröße betrug 2,50 und die durchschnittliche Größe einer Familie belief sich auf 2,91 Personen.
27,0 % der Bevölkerung waren unter 18 Jahre alt, 6,0 % von 18 bis 24, 27,0 % von 25 bis 44, 23,3 % von 45 bis 64, und 16,7 % die 65 Jahre oder älter waren. Das Durchschnittsalter war 38 Jahre. Auf 100 weibliche Personen aller Altersgruppen kamen 100,9 männliche Personen. Auf 100 Frauen im Alter von 18 Jahren und darüber kamen 96,3 Männer.

Das jährliche Durchschnittseinkommen eines Haushalts betrug 31.875 USD, das Durchschnittseinkommen einer Familie 42.778 USD. Männer hatten ein Durchschnittseinkommen von 33.125 USD gegenüber den Frauen mit 17.500 USD. Das Prokopfeinkommen betrug 13.581 USD. 17,5 % der Bevölkerung und 12,1 % der Familien lebten unterhalb der Armutsgrenze. Davon waren 28,8 % Kinder und Jugendliche unter 18 Jahren und 17,1 % waren 65 oder älter.